# Sepsis holaethiops
Sepsis holaethiops är en tvåvingeart som beskrevs av Speiser 1924. Sepsis holaethiops ingår i släktet Sepsis och familjen svängflugor. Inga underarter finns listade i Catalogue of Life.